# Reigen japán császár
Reigen császár (霊元天皇; Hepburn: Reigen-Tennó) (1654. július 9. – 1732. szeptember 24.) volt a 112. japán császár a hagyományos lista szerint.
Rejgen uralkodása 1663-tól 1687-ig tartott.

## Származás
Mielőtt Rejgen megörökölte a Krizantém trónt, a polgári neve (Japán névadás) Szatohito (識仁); volt.
Go-Mizunó 16. fia volt. Az anyja, Kuniko (新広義門院国子) udvarhölgy, Sonomonooto (内大臣園基音) miniszterének a lánya volt.
Rejgen császári családja Heian-palota Dajri részében élt. A családban 13 fiú és 14 lánygyermek volt.
- Császárnő:  Takacukasza Fuszako (鷹司房子) 
  - Harmadik lánya: Maszako császári hercegnő (栄子内親王)
- Udvarhölgy:  Bódzsó Fuszako (坊城房子)
  - Második lánya: Kensi hercegnő (憲子内親王)
- Udvarhölgy: Ogura Saneoki (小倉実起女) lánya
  - Első fia: Szajsin herceg (済深法親王) (buddhista pap)
- Udvarhölgy: Macuki Muneko (松木宗子)
  - Negyedik fia: Aszahito császári herceg (朝仁親王), Tomohito néven is ismert.
  - Ötödik lánya: Tomiko hercegnő (福子内親王)
  - Hatodik lánya: Eisú hercegnő (永秀女王)
  - Hetedik fia: Kjógoku-no-mija Ajahito császári herceg (京極宮文仁親王) – Hatodik Kjógoku-no-mija
  - Hetedik lánya: Ume-no-mija (梅宮)
  - Nyolcadik lánya: Kacuko hercegnő (勝子内親王)
  - Nyolcadik fia: Szei-no-mija (清宮)
  - Második fia: Kanrjú herceg (寛隆法親王) (buddhista pap)
  - Negyedik lánya: Cuna-no-mija (綱宮)
  - Harmadik fia: Szan-no-mija (三宮)
  - Ötödik fia: Gjóen herceg (尭延法親王) (buddhista pap)
  - Hatodik fia: Tajrej in-no-mija (台嶺院宮)
  - Tizenegyedik fia: Toku-no-mija (徳宮)
  - Tizenkettedik fia: Riki-no-mija (力宮)
  - Tizenharmadik fia: Szonsó herceg (尊賞法親王) (buddhista pap)
  - Tizenegyedik lánya: Bunó hercegnő (文応女王)
- Házastárs: Nisi-no-tóin Tokinaga lánya (西洞院時良女)
  - Első lánya: Csikóin-mija (知光院宮)
- Házastárs:　Godzsó Cuneko (五条経子)
  - Kilencedik fia: Szaku-no-mija (作宮)
  - Tizedik fia: Só Ó herceg (性応法親王) (buddhista pap)
  - Kilencedik lánya: Bunki hercegnő (文喜女王)
  - Tizedik lánya: Gensú hercegnő (元秀女王)
- Házastárs: Irie Icuko (入江伊津子)
  - Tizennegyedik fia: Kacsi-no-mija (嘉智宮)
  - Tizenkettedik lánya: Tome-no-mija (留宮)
- Házastárs: Kurahasi Yaszuszada lánya (倉橋泰貞女)
  - Tizenötödik fia: Mine-no-mija (峯宮)
- Házastárs:　Macumuro Acuko (松室敦子)
  - Tizenhatodik fia: Ariszugava-no-mija Jorihito császári herceg (有栖川宮職仁親王) – Ötödik Ariszugava-no-mija
  - Tizenharmadik lánya: Josiko hercegnő (吉子内親王)
  - Tizennyolcadik fia: Gjókjó herceg (尭恭法親王) (buddhista pap)
- Házastárs:　Macumuro Nakako (松室仲子)
  - Tizenhetedik fia: Szonin herceg (尊胤法親王) (buddhista pap)
- Házastárs: Hata ??tada lánya (秦相忠女)
  - Tizennegyedik fia: Jae-no-mija (八重宮)

## Rejgen életének eseményei
- 1653. július 9.: Egy császári herceg születése, aki a posztumusz Rejgen”-tennó” név által válik ismertté.[4]
- 1654.: Szatohito herceg, aki Ate-no-mija néven is ismert volt, a legidősebb testvére, Go-Komjo császár halála előtt örökössé vált, bár a fiatal herceget túl tapasztalatlannak vélték a császári titulus betöltésére. Azt a döntést hozták meg, hogy amíg idősebbé válik, az idősebb testvére, Go-szai foglalja el a trónt.
- 1663. március 5. Go-szai császár lemondott és Szatohito herceg vette át a helyét. Nem sokkal később Rejgen császár hivatalosan átvette a hatalmat és megkezdődött az uralkodása.
- 1665. (Kanbun 5, 6th month): Minden faluban hoztak létre inkvizíciós bíróságot. Ezeket a bíróságokat azzal vádolták, hogy kizárják a kereszténységet.[5]
- 1666.: A  hokkesu  buddhista vallási szokásokat őrzik azok számára, akik úgy vélik, hogy a lelki és erkölcsi tisztaság is romolhat a másokkal való szoros kapcsolatok miatt.[5]

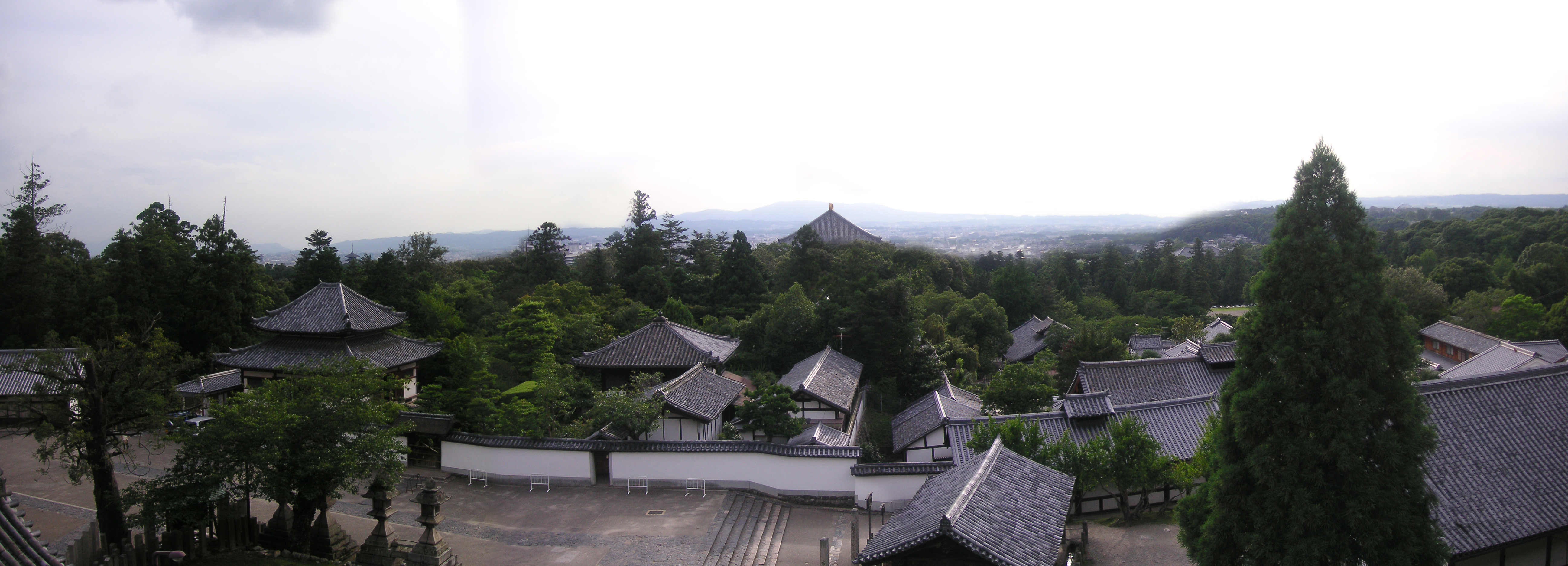
A Tódaidzsi tetejét nézve keskeny kilátás jut a Nigacu-dónál megemelt sétányra.

- 1667. : Miután tűzvész sújtotta a templom fő struktúráját, megkezdték a Nigacu-dó (二月堂) újjáépítését.(二月堂).[5]
- 1668. február 13.'): Edoban hatalmas tűz ütött ki, majd’ 45 napig tartott. A tűzvész oka gyújtogatás lehetett.[5]
- 1669. : Ebben az évben nagy éhínség volt és egy katonai expedíciót indítottak az északi Honsú ellen.[5]
- 1673. : Kyotoban hatalmas tűzvész pusztított.[5]
- 1673. május 21. : A kínai buddhista (Buddhizmus) tanító Ingen meghal az Obaku Zen templomban.[5]
- 1675. : Kyotoban tűzvész pusztított.[5]
- 1680. június 4. Iecuna sógunátus meghal.
- 1680. június 15. Go-Mizunó császár meghal.
- 1680 : Egy árvíz letarolja Edot.[5]
- 1680 : Edoban megtalálták a Gokoku-dzsit, singon buddhista templomot. (Singon buddhizmus).[5]
- 1681 : Cunyosit sógunátussá avatták.[5]
- 1682. február 5. Tűzvész söpör át Edon.[6]
- 1681 : Éhínségtől szenved Kiotó és környező területei.[6]
- 1682 : Tomohito-sinnót koronaherceggé nyilvánították és felavatási ceremóniát is rendeztek (300 év felfüggesztés után)[1]
- 1685. március 26. Go-szai császár meghalt és egy nagy üstökös volt látható az égbolton.[6]
- 1687. május 2. Rejgen császár lemond és az ötödik fia veszi át a helyét, Higasijama császár.[6]
- 1687: Rejgen császár kolostorba vonulva uralkodik, és a lemondása után a Szentó császári palota lesz az új otthona.[7]
- 1713: Rejgen császár Szodzsó (素浄) név alatt kolostorba vonul.
- 1732. szeptember 24. Rejgen 79 évesen meghal.

Rejgen császár emlékét tisztelik és őrzik a neki kijelölt császári mauzóleumban Kiotóban.

## Jegyzetek

Japanese Imperial kamon — a stylized chrysanthemum blossom